# کولفورد، گلاسترشر
latitudeکولفورد، گلاسترشرlongitudeکولفورد، گلاسترشر
کولفورد، گلاسترشر (به انگلیسی: Coleford, Gloucestershire) یک شهرک در بریتانیا است که در انگلستان واقع شده‌است.

## نگارخانه

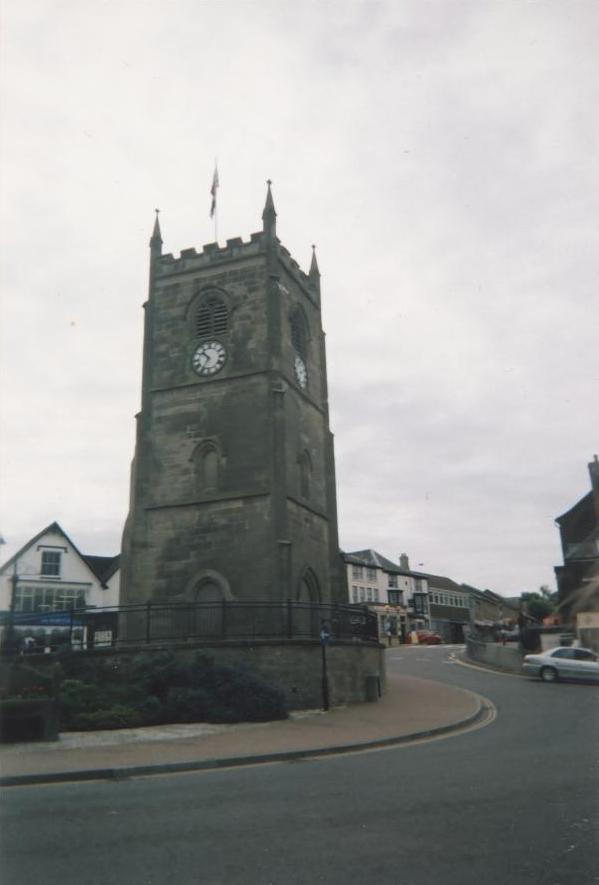
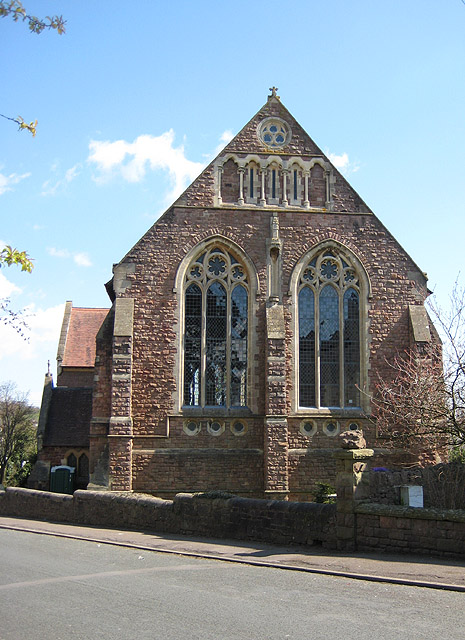
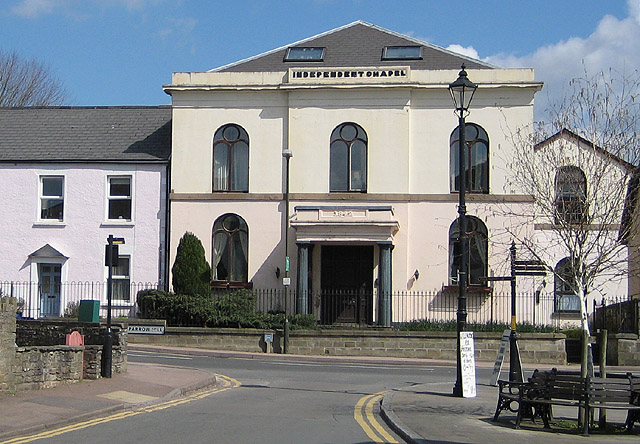
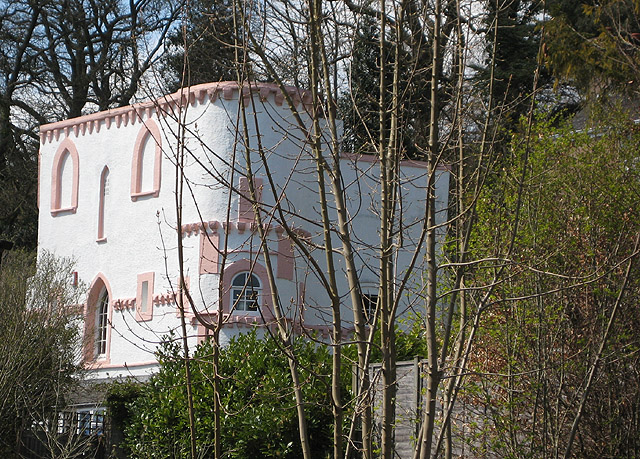
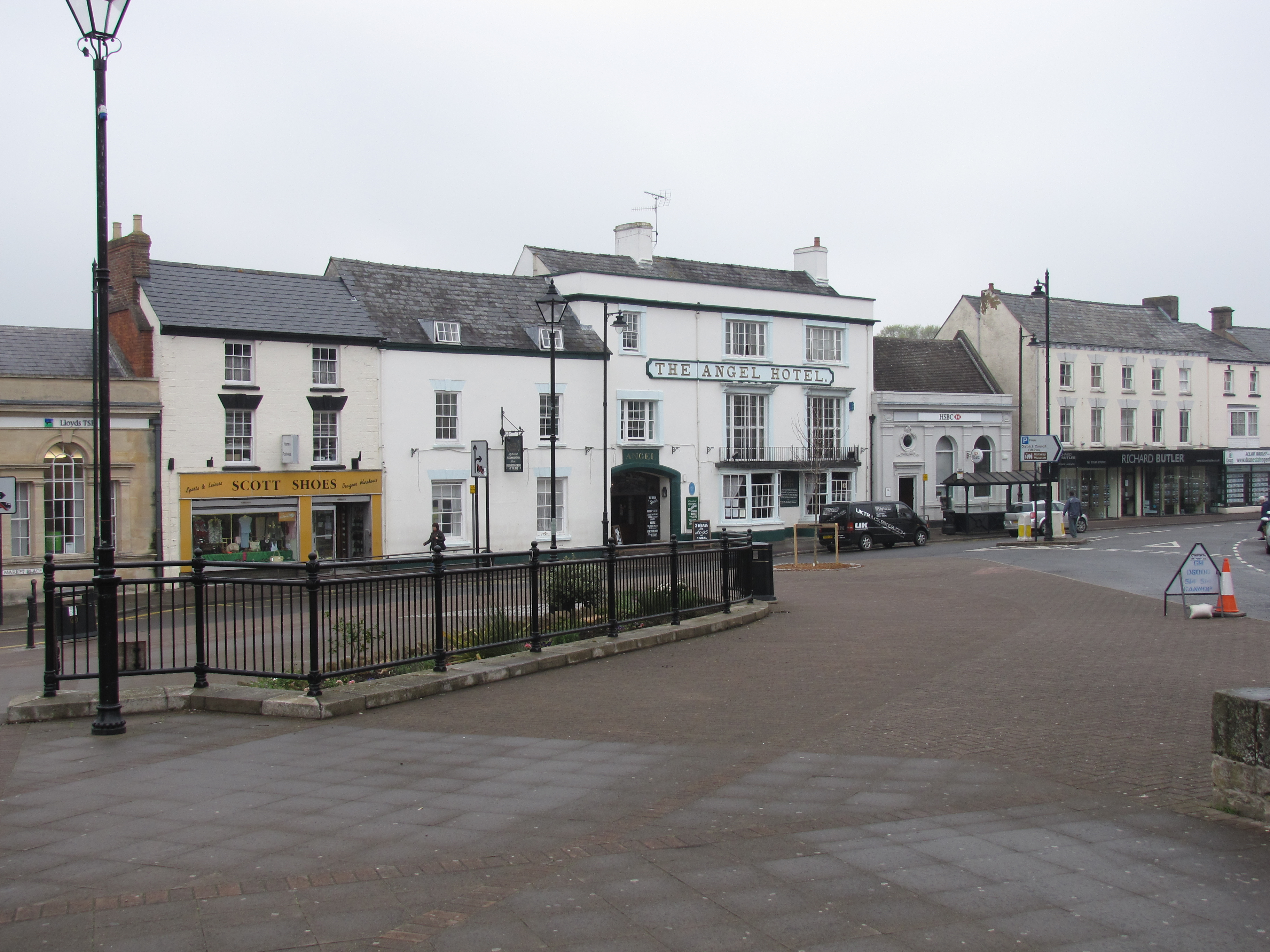
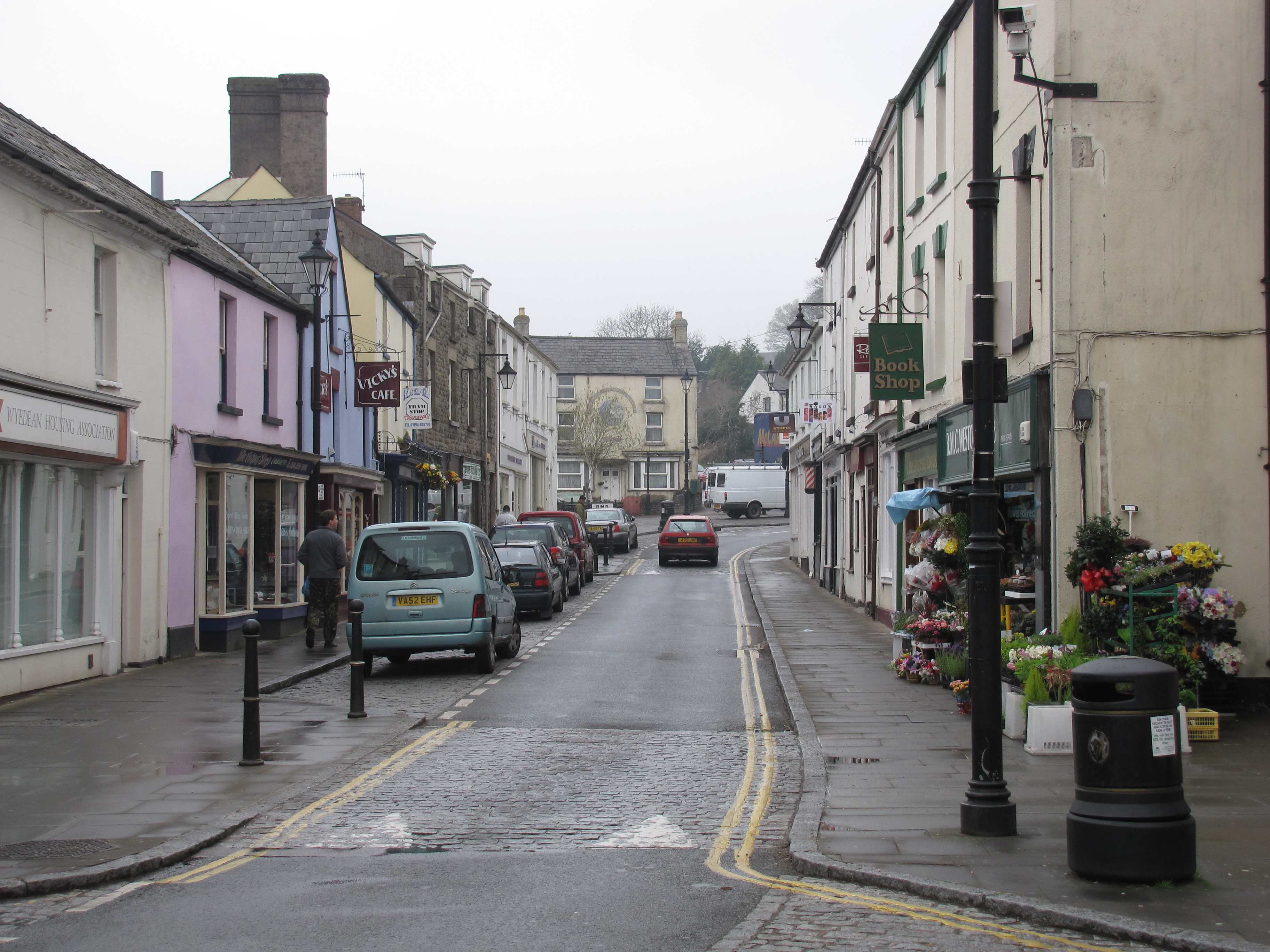
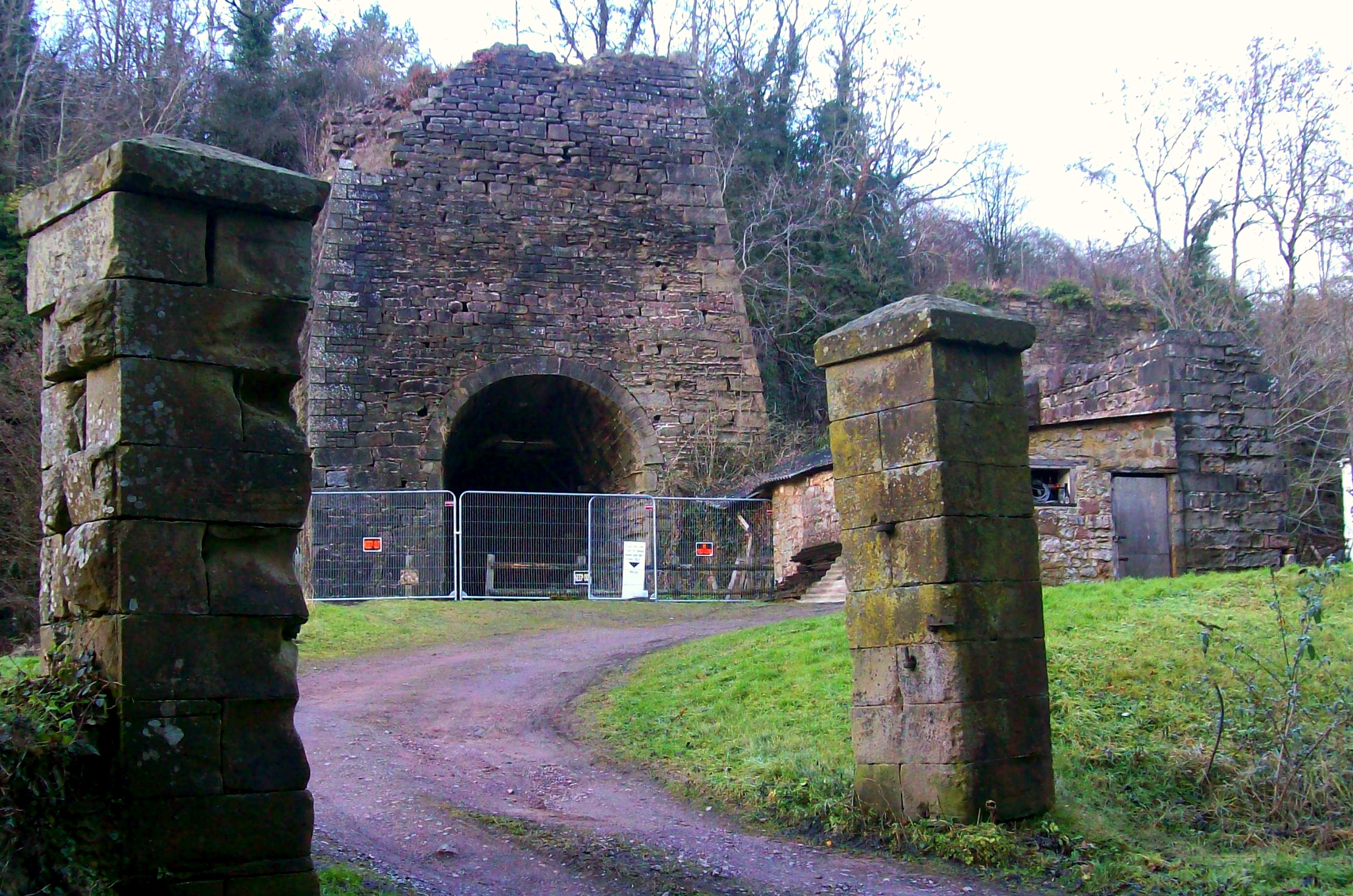
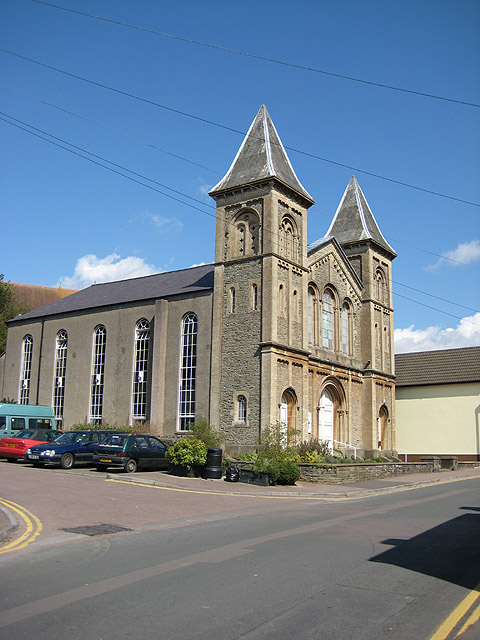

## خصوصیات
کولفورد ۸٬۳۵۱ نفر جمعیت دارد.